# Johnny Hallyday Parc des Princes 2003
Pour les articles homonymes, voir Parc des Princes (homonymie).
Albums par Johnny Hallyday
À la vie, à la mort
(2002) Ma vérité
(2005)
Lives par Johnny Hallyday
Johnny Hallyday Olympia 2000
(2000) Johnny Hallyday Flashback Tour : Palais des sports 2006
(2006)
Johnny Hallyday Parc des Princes 2003 est le 23e album live de Johnny Hallyday, il sort le 4 novembre 2003.
L'album est réalisé par Yvan Cassar.

## Histoire
À l'occasion de son soixantième anniversaire, Johnny Hallyday se lance dans une tournée des stades qui passe notamment par le Parc des princes les 10, 11, 14 et 15 juin (représentation retransmise en direct sur TF1 pour une audience de plus de 9 millions de téléspectateurs[réf. nécessaire]).
La chanson Que restera-t-il ? est l'inédit d'un tour de chant qui comprend (notamment), une version réarrangée et plus rapide de Gabrielle, ainsi qu'une nouvelle version entièrement en français de J'oublierai ton nom, interprétée en duo avec Natasha St Pier (les 10 et 11 juin) et avec Isabelle Boulay (les 14 et 15 juin).
La tournée des stades débute le 24 mai 2003 au Stade de l'Est à St Denis de la Réunion et s'achève 3 août 2003 à BaalBeck au Liban.
Après la Tournée des stades, Johnny Hallyday effectue durant l'automne une tournée plus intime, nommée Plus près de vous, qui a eu lieu du 27 octobre 2003 à Caen au 21 décembre 2003 à Bercy,.

## Autour de l'album
Édition originale :
Double CD boîtier plastique (27 titres) : Mercury Universal - 981 271-9
Double CD boîtier Digipack (27 titres) : Mercury Universal - 981 046-0
Simple MC boîtier plastique (19 titres) : Mercury Universal - 981 272-8
Coffret 4 vinyles LP : Mercury Universal - 981 272-2 (édition limitée et numérotée)
De nombreux artistes ont chanté en duo avec Johnny Hallyday au cours de ses représentations :
Isabelle Boulay le 14 et 15 juin : J'oublierai ton nom
Gérald de Palmas le 10, 11, 14 et 15 juin : L'instinct
Jenifer le 10, 11, 14 et 15 juin : Je te promets (l'ensemble de ces duos est disponible sur les supports audio et vidéos du concert)
Florent Pagny le 14 et 15 juin : Pense à moi
Natacha St Pier le 10 et 11 juin : J'oublierai ton nom
Marc Lavoine le 10 et 11 juin : Je n'ai jamais pleuré
Patrick Bruel le 15 juin : L'Envie
Laurent Gerra le 1er et 2 juillet à Lyon : Gabrielle
Chimène Badi pendant la tournée : Je te promets (l'ensemble de ces duos est disponible dans la VHS et le DVD bonus ainsi que dans le Blu ray sortie en 2008)
Le duo avec Renaud, le 15 juin, sur Quelque chose de Tennessee, celui avec Garou, le 14 juin, sur Ma Gueule ainsi que Je te promets avec Lara Fabian, les 1er et 2 juillet, restent inédits à ce jour, sur quelque support que ce soit.

## Liste des titres

### CD 1
| No  | Titre                                                                                                | Paroles                                | Musique                            | Durée |
| --- | --- | -------------------------------------- | ---------------------------------- | ----- |
| 1.  | Dans l'arène (instrumental)                                                                          |                                        | Yvan Cassar                        |       |
| 2.  | Que je t'aime                                                                                        | Gilles Thibaut                         | Jean Renard                        |       |
| 3.  | Fils de personne (Fortunate Son)                                                                     | Philippe Labro (adaptation)            | John Fogerty                       |       |
| 4.  | Gabrielle (The King Is Dead)                                                                         | Long Chris, Patrick Larue (adaptation) | Tony Cole (musician) (en)          |       |
| 5.  | Pense à moi                                                                                          | Didier Golemanas                       | Rick Allison                       |       |
| 6.  | Quelque chose de Tennessee                                                                           | Michel Berger                          | Michel Berger                      |       |
| 7.  | Que restera-t-il ?                                                                                   | Michel Mallory (adaptation)            | John Fogerty                       |       |
| 8.  | J'oublierai ton nom (en duo avec Isabelle Boulay) (nouvelle version paroles entièrement en français) | Jean-Jacques Goldman                   | Jean-Jacques Goldman               |       |
| 9.  | O Carole (Carol)                                                                                     | Manou Roblin (adaptation)              | Chuck Berry                        |       |
| 10. | Je n'ai jamais pleuré                                                                                | Marc Lavoine, Marc Esposito            | Marc Lavoine, Jean-François Berger |       |
| 11. | Ma gueule                                                                                            | Gilles Thibaut                         | Philippe Bretonnière               |       |
| 12. | L'instinct (en duo avec Gérald de Palmas)                                                            | Gérald de Palmas                       | Gérald de Palmas                   |       |
| 13. | Diego libre dans sa tête                                                                             | Michel Berger                          | Michel Berger                      |       |
| 14. | Marie                                                                                                | Gérald de Palmas                       | Gérald de Palmas                   |       |
| 15. | Vivre pour le meilleur                                                                               | Lionel Florence                        | David Hallyday                     |       |
| 16. | Ride for JH (instrumental)                                                                           |                                        | Yvan Cassar                        |       |

### CD 2
| No  | Titre | Paroles                                                                                        | Musique                                                                             | Durée |
| --- | --- | ---------------------------------------------------------------------------------------------- | ----------------------------------------------------------------------------------- | ----- |
| 17. | Allumer le feu | Zazie                                                                                          | Pascal Obispo, Pierre Jaconelli                                                     |       |
| 18. | Je veux te graver dans ma vie (Got to Get You into My Life)                                                                 | Long Chris (adaptation)                                                                        | John Lennon, Paul McCartney                                                         |       |
| 19. | Medley rhythm'n'blues : Aussi dur que du bois Jusqu'à minuit Je suis seul (Knock on Wood In The Midnight Hour What Is Soul) | Georges Aber (adaptation) Georges Aber (adaptation) Georges Aber (adaptation)                  | Eddie Floyd, Steve Cropper Steve Cropper, Wilson Pickett Ben E. King                |       |
| 20. | Le pénitencier (The House of the Rising Sun)                                                                                | Hugues Aufray, Vline Buggy (adaptation)                                                        | Alan Price                                                                          |       |
| 21. | Dis-le moi | Fred Blondin                                                                                   | Fred Blondin                                                                        |       |
| 22. | Medley rock'n'roll : Loving You Blue Suede Shoes Tutti frutti Whole Lotta Shakin' Goin' On                                  | Jerry Leiber, Mike Stoller Carl Perkins Dorothy LaBostrie, J. Lubin Dave Williams, Sunny David | Jerry Leiber, Mike Stoller Carl Perkins Richard Penniman Dave Williams, Sunny David |       |
| 23. | Je te promets (en duo avec Jenifer)                                                                                         | Jean-Jacques Goldman                                                                           | Jean-Jacques Goldman                                                                |       |
| 24. | L'Envie | Jean-Jacques Goldman                                                                           | Jean-Jacques Goldman                                                                |       |
| 25. | Essayez | Philippe Labro                                                                                 | Mick Jones, Tommy Brown                                                             |       |
| 26. | La musique que j'aime | Michel Mallory                                                                                 | Johnny Hallyday                                                                     |       |
| 27. | M'arrêter là | Didier Golemanas                                                                               | Daniel Sieff                                                                        |       |

## Les musiciens
- Direction musicale et arrangements : Yvan Cassar
- Batterie : Curt Bisquera
- Claviers : Yvan Cassar - Éric Chevalier
- Basse : Reggie Hamilton
- Guitares : Rejean Lachance - Robin Le Mesurier
- Cuivres Vine Street Horns : Harry Kim, Daniel Fornero,  Ray Herrmann (en), Arturo Velasco
- Choristes : Caroline Blandin - Mimi Felixime - Johanna Manchec - Sophie Thiam - Francesco Verrecchia - Alain Couture
- Quatuor : Gwenaëlle Chouquet - Hélène Corbellari - Hélène Decoin - Caroline Lartigo
- Percussions : Joël Crare - Nicolas Giraud - Nicolas Gorge - Renaud Le maitre
- L'orchestre France Symphonique Orchestra